# Вільям Гаррісон Стендлі
Вільям Гаррісон Стендлі, англ. William Harrison Standley) (18 грудня 1872 — 25 жовтня 1963) — американський адмірал, посол США в СРСР в 1942—1943 роках.
Вільям Гаррісон Стендлі народився в місті Юкайа, штат Каліфорнія, був шкільним учителем. У 1891 році Стендлі вступив до Військово-морську Академію США у Аннаполісі, штат Меріленд, і закінчив її з середніми оцінками. Звання лейтенанта він отримав у 1899 році. І потім був направлений до Каліфорнії, на військову верф на острові Мер (Mare Island).
Під час Першої світової війни він був комендантом будівель та території Військово-морської академії і у зв'язку з цим за посадою став членом трудового комітету військово-морської академії (Naval Academy Labor Board). На цій посаді він познайомився з помічником міністра військово-морських сил Франкліном Рузвельтом при президенті Вудро Вільсоні. У 1919 році Стендлі отримав звання капітана. У липні 1924 року він був призначений помічником директора військово-морського планування в управлінні начальника оперативного штабу ВМС в Вашингтоні, округ Колумбія. У 1927 році він став контрадміралом і директором флотської підготовки. На наступний рік його призначили помічником начальника оперативного штабу ВМС. У 1933 році з підтримкою президента він став адміралом і Начальником оперативного штабу Військово-морських сил США. Протягом чотирьох років він тісно працював з президентом над зміцненням військово-морських сил. На посаді начальника оперативного штабу військово-морських сил 1 січня 1937 р. його змінив адмірал Вільям Ліхі (William D. Leahy). Після цього в 1937 році він вийшов у відставку, але був знову призваний на дійсну службу в 1941 році після нападу Японії на Перл-Гарбор. 14 лютого 1942 року президент Франклін Делано Рузвельт призначив його послом в СРСР. Стендлі вручив свої вірчі грамоти 14 квітня 1942 року. При Стендлі в СРСР почали прибувати американська військова допомога у великих обсягах. З ім'ям Стендлі пов'язаний інцидент в радянсько-американських відносинах, коли він різко засудив високопоставлених радянських чиновників, які не висловлювали подяку США за допомогу ленд-лізу. У березні 1943 року Стендлі заявив журналістам на прес-конференції в Москві: «Російська влада, по-видимому, хоче приховати факт, що вона отримує допомогу ззовні. Очевидно, вони хочуть запевнити свій народ, що Червона армія б'ється в цій війні одна». У посол подав у відставку, яка була прийнята президентом Рузвельтом 19 вересня 1943 року. У 1944—1945 рр. служив у Управлінні стратегічних служб.
Іменем адмірала Стендлі були названі крейсер, каліфорнійський заповідник і школа.